# George Raveling
George Henry Raveling (nacido el 1 de junio de 1937 en Washington) es un entrenador de baloncesto estadounidense que ejerció en la NCAA. Es miembro del Basketball Hall of Fame desde el año 2015.

## Trayectoria
- Villanova Wildcats (1963-1969), (Asist.)
- Maryland Terrapins (1969-1972), (Asist.)
- Washington State Cougars (1972-1983)
- Iowa Hawkeyes (1983-1986)
- Estados Unidos (1984), (Asist.)
- USC Trojans (1986-1994)
- Estados Unidos (1988), (Asist.)